# 马希尔
索马里马希尔州（阿拉伯语：‎，羅馬化：Wilāyah Mākhir al-Ṣūmāl），通称马希尔，是索马里兰和索馬利亞邦特兰之间的争议地区。最初為索马里东北部的萨纳格州的一部分，索馬利亞內戰後萨纳格州由索馬利蘭共和國統治，2007年索馬利亞马希尔州成立，2009年马希尔州并入邦特兰。